# 集集廣盛宮
集集廣盛宮，舊稱天上宮，當地俗稱媽祖廟或媽祖宮，是一座位在臺灣南投縣集集鎮的媽祖廟。

## 歷史沿革
1793年（乾隆五十八年）集集當地墾戶楊東興發起建廟，向庄裡的居民募款得兩千餘元（銀圓），以土确（泥磚）建造廟的主體於今天的位置，供奉天上聖母，稱作「天上宮」。
1835年（道光十五年）隨後當地街區發展迅速，原來的位置因而變得比較狹窄，於是，庄裡居民再度發起募款，遷移廟體至清水溪北岸重建，於此年完工。
1856年（同治六年） 因為信眾進香時必須穿越溪水，造成不便，於是，在這年洪水氾濫後，由信徒再度發起募款，將廟體重建回到最早的位置，也就是今天所見之位置。
1892年（光緒十八年）夏季，廟體因颱風來襲而牆壁倒塌，由於當時樟腦產業發展興盛，因此由各腦館，例如沈鴻傑、林天龍、林蔭動、高拱辰等人募款重新整修。
1894年（光緒二十年）整修完成，廟中有一面於光緒廿十年重修時所立的「荷德如山」匾額，即是記載此事。
1896年1月1日，日本臺灣憲兵隊奉命在集集堡集集街設立憲兵屯所，本廟被徵收充作憲兵屯所臨時事務所及宿舍，同年6月29日拂曉受到抗日人士五、六百名圍攻，日本憲兵隊15名據守廟內。後抗日軍佔據廟宇東側德國人之樟腦館「東興號」，自窗戶向廟內射擊，並爬上廟宇屋頂掀瓦投入點火的煤油瓶。憲兵曹長久間友太郎認為無法固守而率眾向山中撤退，在溪岸遭到伏擊，共憲兵12名及馬丁2名被殺，幾乎全滅，僅上等兵杉永幸事身中二彈逃脫，此役也使得本廟幾近焚毀。
1917年（大正六年） 因為日本時代初期集集街上日漸蕭條，廟體經久失修，再由何懷、杜成羅等人募款重建。
1935年（昭和十年），湯奇木募款重新擴建，並改名為「廣盛宮」。
1969年（民國五十八年）再次整修。
1999年（民國88年）傾毀於921大地震，媽祖金身左肩亦遭毀損。後來在各界捐贈與政府補助下，按照原先格局完成重建。但是，因為地震後廟體材料大多毁損，而且考量到檜木材料取得不易，於是以鋼筋水泥結構為基礎，外表仿照原來的模樣建造。
2003年（民國九十二年）7月11日舉行新廟落成入火安座大典。

## 建築藝術
現在的廣盛宮為兩進（前後兩棟主建築）閩南式廟宇格局，三川殿屋頂造型屬於硬山單簷式，屋簷上有陶像與剪黏裝飾。三川殿正脊正中央是媽祖與千里眼與順風耳兩將軍的陶像，兩側則有將軍乘龍像。位於下方的正脊脊堵同樣也是以八仙賀壽為題材，以漢鍾離、李鐵拐為首的八位神仙各自乘坐異獸，手持專屬法寶前來謁見南極仙翁，隱含有「大顯神通」的意義。兩條規帶前方的排頭以封神演義的故事為題材，姜太公乘坐四不像，手持寶劍戰龐太師。外側兩道垂脊排頭同樣也是以民間著名的武戲戲齣為主，例如穆桂英迎戰楊宗保。
三川殿簷下的裝飾部分，兩旁墀頭有精緻的交趾陶像，搭配背後的山水畫作顯得生動活潑。下方的立面刻有對聯：「天護台疆德被群黎昭日月，后安集鎮恩沾百姓壯乾坤」。門口則有一對大型石獅，兩者造型相同，差別只在於其中一隻下方還有一小獅。[[封簷板正中央下方懸掛著「廣盛宮」宮牌。門口有一對雙龍柱，是近代廟宇常見的龍柱形式。上方的木雕豎材有旗球戟罄將軍像。進入三川殿後可抬頭欣賞看樑下方的畫作，這是來自臺南的匠師莊春波的作品，主角是一對孔雀，旁邊題詩道「喜愛四君子美德，更愛牡丹花富貴」，兩側也有題詩：「千秋筆墨驚天地，萬里雲山入畫圖。」、「詩書千載經綸事，松竹四時瀟麗心」。整座三川殿的裝飾以石材為主，正門門楣雕刻雙龍搶珠圖，下方對聯題著「廣地參天萬物叢生蒙覆載，盛朝稱后千秋祀典受褒封」，說明媽祖於康熙年間受封天后的典故。兩側門堵的主題為著名的媽祖傳說故事─磯上救親，以及飛昇受封海神後四位海龍王前來朝謁。屋身立面部份還有一句特別的對聯：「集成日月明潭發電能昌隆」，所指應是位於南投縣水里鄉的車埕的明潭水力發電廠。
進入廟內，三川殿前拜殿空間雖然不大，但抬頭還是可以看見精緻的藻井藝術，正因為空間有限，所以廣盛宮的藻井是長方形而非圓形。層層堆疊而上的斗拱，每個接點都有一位天神雕像，最上方的頂心明鏡為兩條金龍正在盤旋搶珠，龍足擁有五隻腳爪則是因為媽祖受皇帝封為天后。前拜殿正上方的壽樑上也有傳統彩繪，以八仙聚會為主題，有李鐵拐上仙正祭出法術與呂洞賓較量，而剩下的其他六位神仙正在觀戰中。在壽樑上方正中央處有個斗座裝飾，主題是鯉魚以及蘆草，「蘆」音同「臚」，這份作品有「傳臚有餘」之意:古代皇帝於殿試上傳喚應試士子之名稱之為「傳臚」，因此這個作品有「取得功名」的象徵意義。兩側迴廊的看樑同樣也有彩繪，主題為常見的三請孔明與成湯聘伊尹，都是以誠心感動他人的故事，也因此暗示前來參拜媽祖的信徒一定要帶著一顆虔誠的心。在大通上同樣也有以媽祖故事為題材的彩繪，例如「湄峰祈雨」、「化草為木」等。下方與四點金柱銜接的斗拱顆有四種動物：喜鵲、鹿、獅子、鷹，象徵「喜事得祿」與「英雄奪錦」。
經由兩側迴廊可通往拜殿與正殿。而廊道與三川殿、拜殿圍起的空間為天井。
再往正殿走去，鎮殿媽祖高坐於神龕之中。除了鎮殿媽祖，神龕前的神桌上還有許多神像：觀世音菩薩、清水祖師、順天聖母、中壇元帥、王爺千歲等。正殿前方同樣矗立著千里眼、順風耳兩位將軍。正殿兩旁陪祀註生娘娘與福德正神，兩側的牆堵上則有大型木雕作品，以天官賜福與財子壽為主題。由於只有兩進，廣盛宮並沒有後殿，正殿就是最裡面的空間，兩側有通道通往信徒休息室與辦事處。
另外，廟中收藏有「海晏河清」和「坤德配天」等多面古匾，廟前也有兩座「長濟義橋」及「水沙連社丁首索詐示禁碑」石碑。

## 圖輯

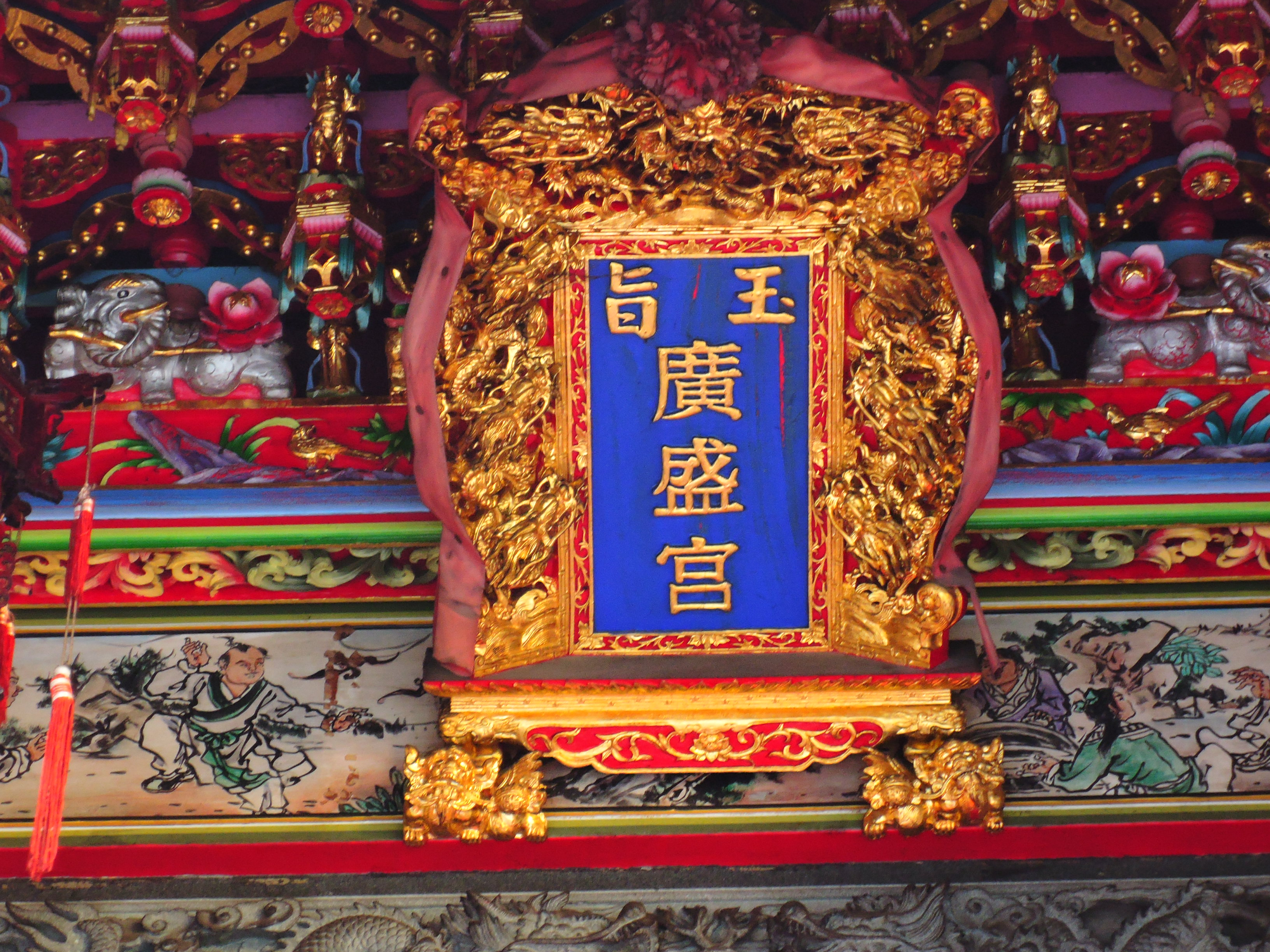
聖旨牌
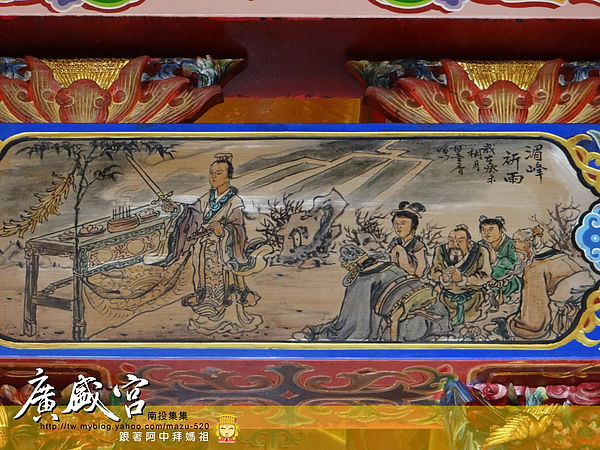
牆堵彩繪
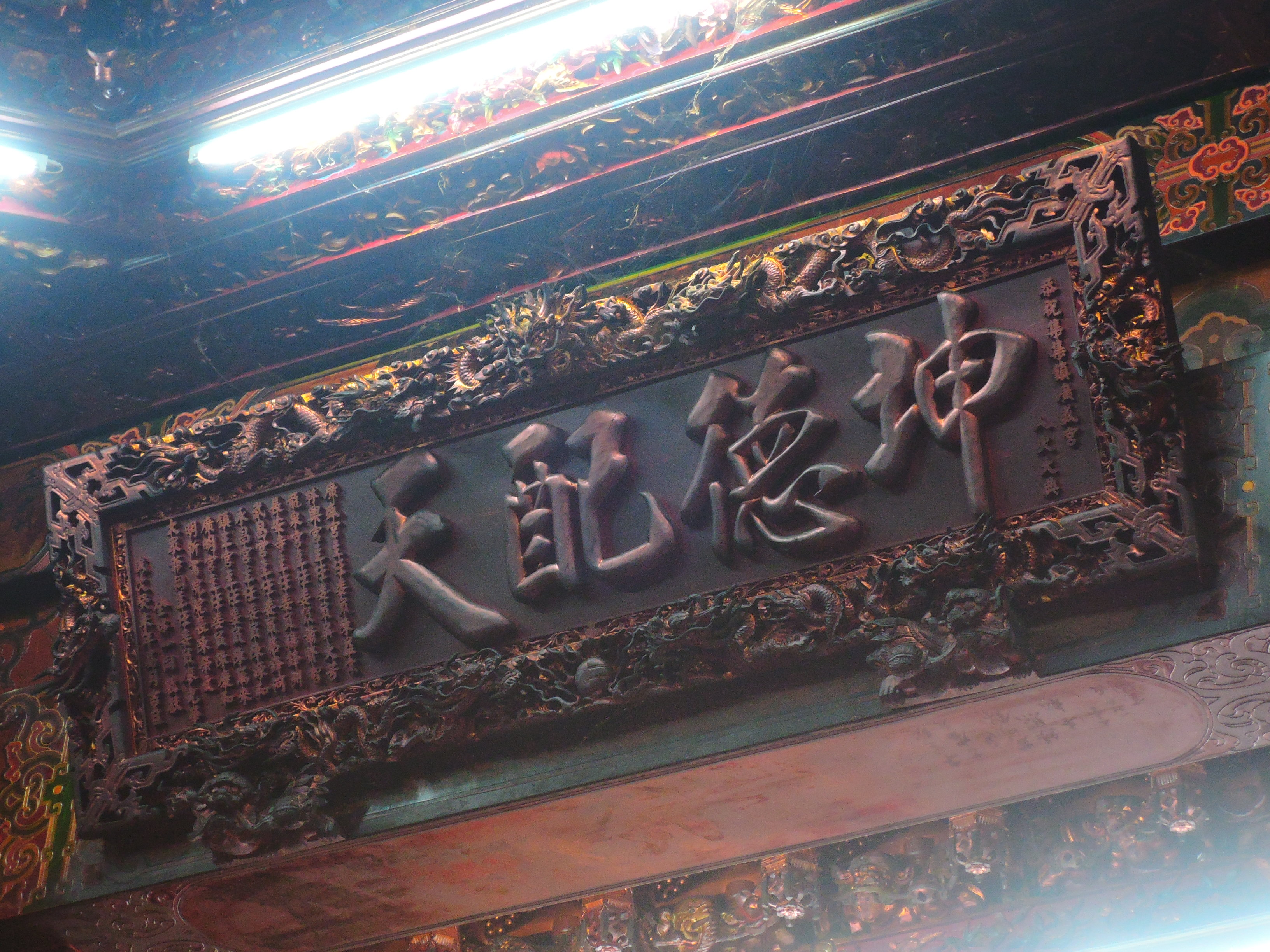
坤德配天匾
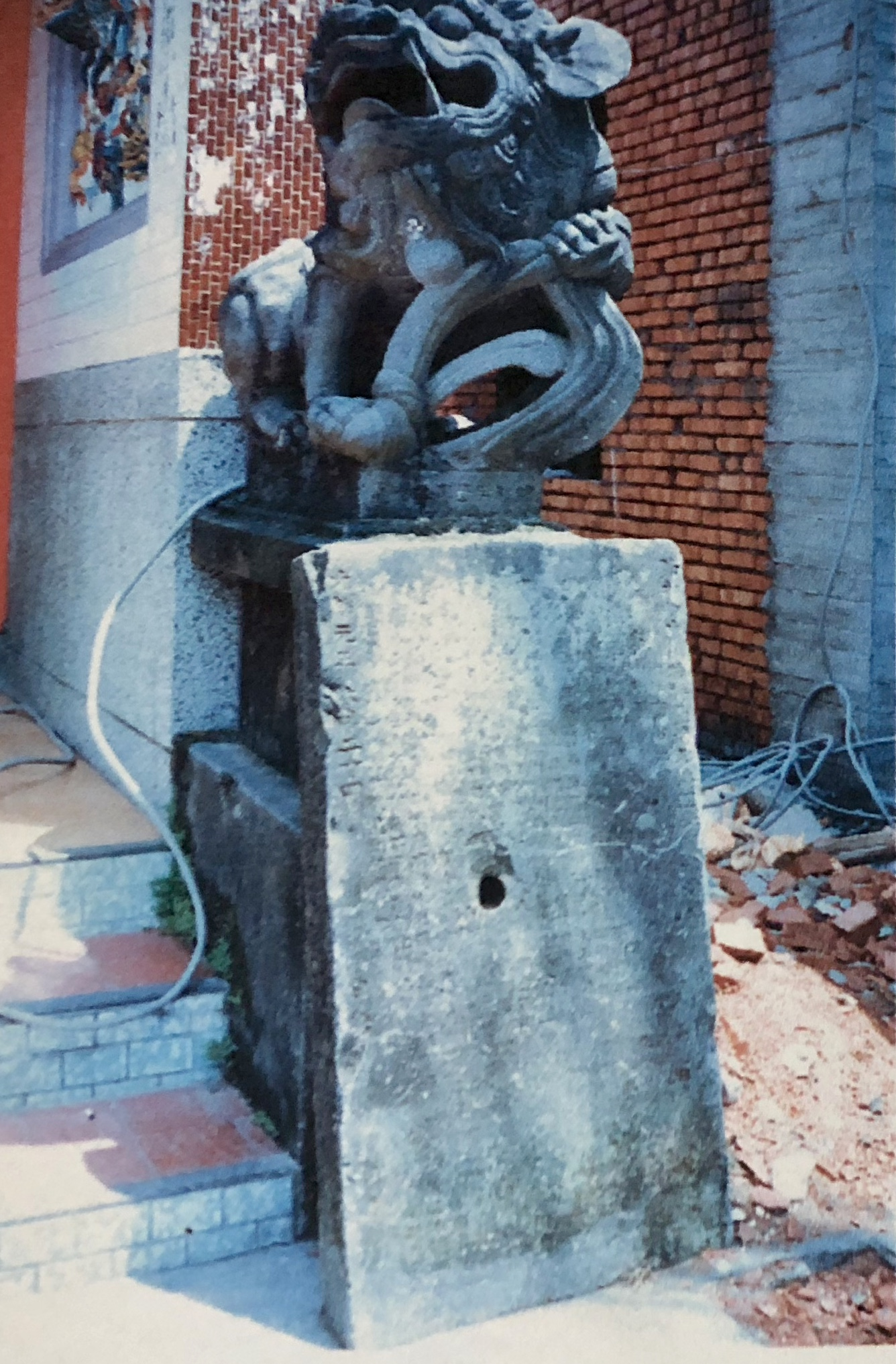
嚴禁水沙連社丁首索詐碑記之古石碑
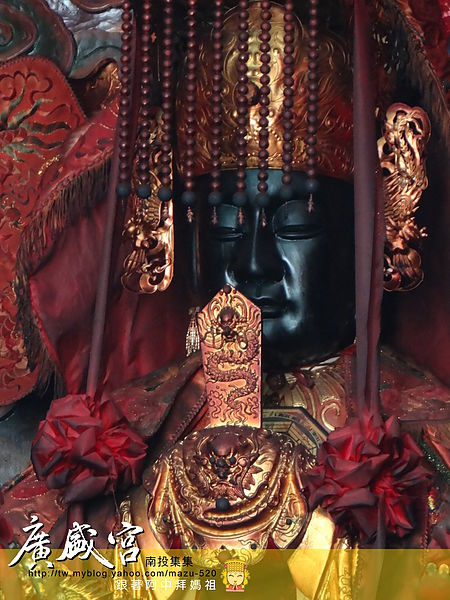
媽祖像
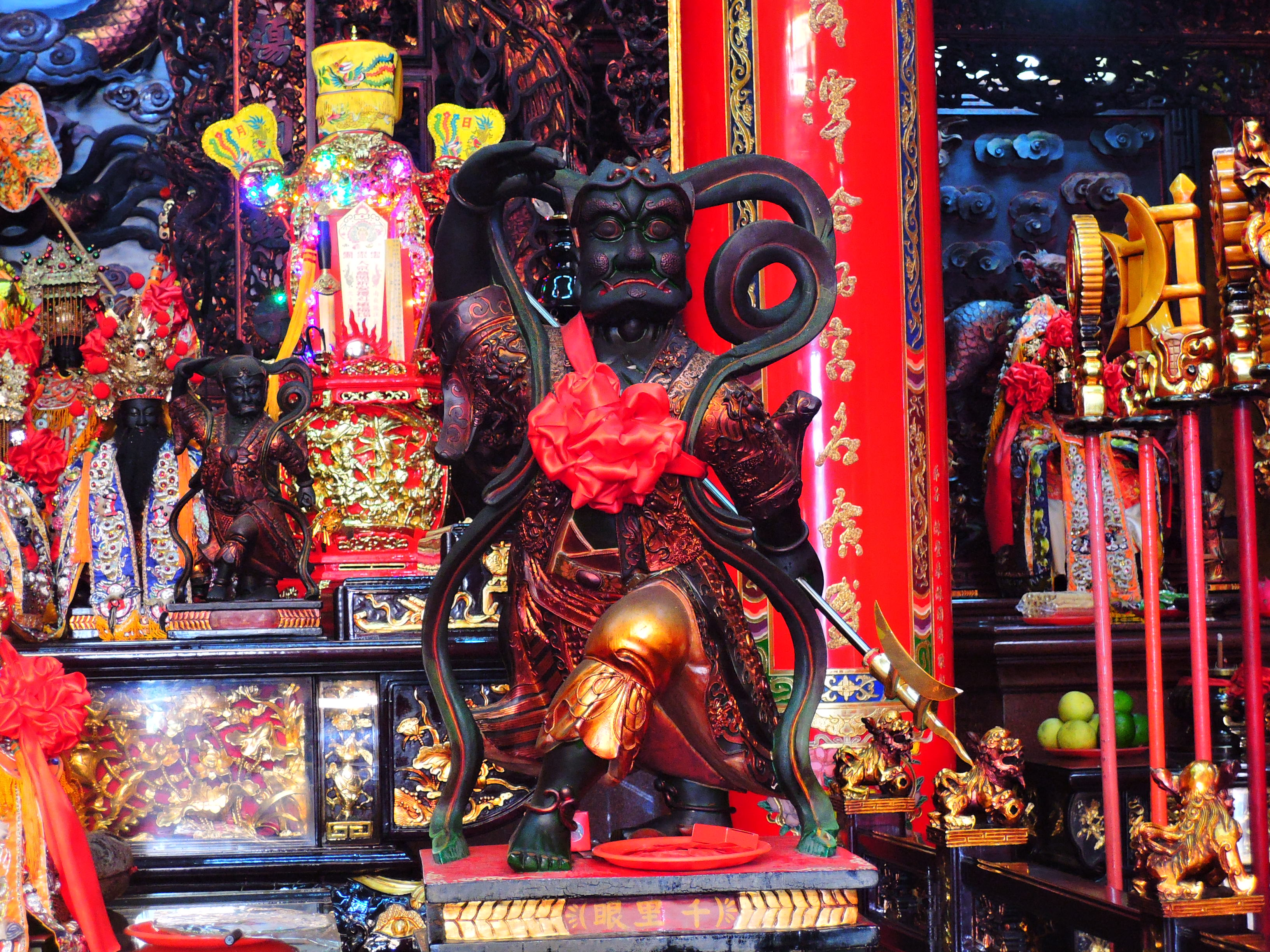
千里眼
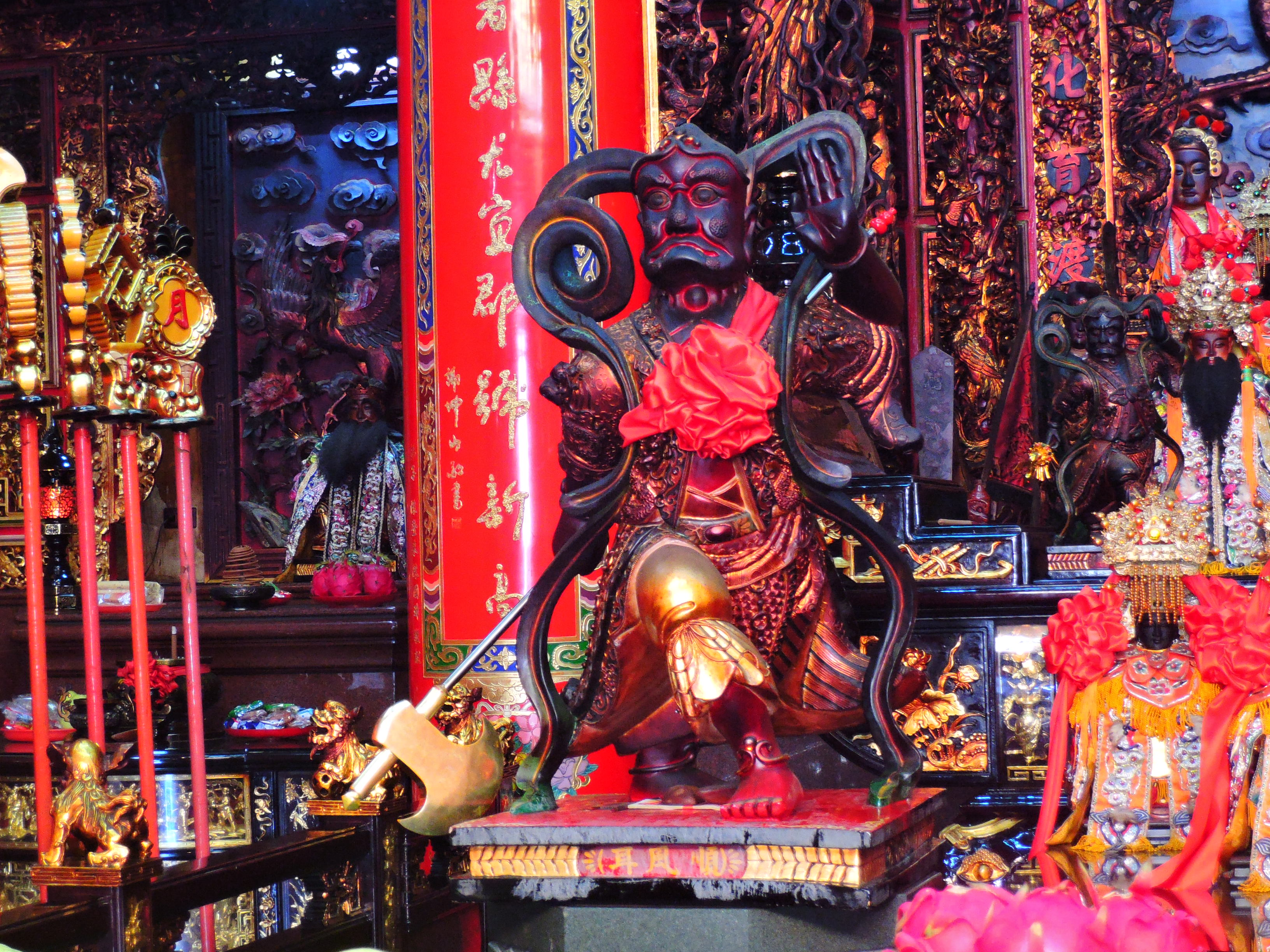
順風耳

## 外部連結
- 廣盛宮集集旅遊網集集景點介紹 - 集集車站 （页面存档备份，存于）
- 宗教信仰 集集鎮公所 （页面存档备份，存于）